# Flaga Nienieckiego Okręgu Autonomicznego
Flaga Nienieckiego Okręgu Autonomicznego (NHR:1326) zatwierdzona 25 września 2003 – prostokątny materiał o proporcjach (szerokość do długości) 2:3, rozdzielony na trzy nierówne horyzontalne pasy: biały, niebieski i zielony. Na górze niebieskiego pasa jest umieszczony charakterystyczny dla kultury narodów Północy wzór "rogi jelenia (renifera)". Na fladze ornament ten składa się z prawidłowo ułożonych (białych) i odwróconych (niebieskich)  krokwi, rozmieszczonych względem siebie pod kątem 90 stopni. Pole jednostkowego elementu ornamentu, mającego postać rąbu wynosi 1/2500 części całości materiału. Jednakowy wzór ornamentu powtarza się na całej długości flagi 8 razy i składa się z 25 równych rombów.
Wysokość niebieskiego pasa wynosi 1/5, wysokość ornamentu 2/25, a wysokość pasa zielonego 3/25 szerokości materiału.
Biały (srebrny) kolor symbolizuje hojność, szczerość, czystość, niewinność i uczciwość; niebieski (lazurowy) – wielkoduszność, prawość, wierność i uczciwość, lub po prostu – niebo; zielony – nadzieję, bogactwo, wolność i radość, albo po prostu trawę łąk.